# 谭氏泥蟹
谭氏泥蟹（学名：Ilyoplax deschampsi）为沙蟹科泥蟹属的动物。分布于日本、朝鲜东岸以及中国大陆的江苏、山东、渤海湾、辽东半岛等地，生活环境为海水，主要生活于穴居于河口泥滩上。